# ダヴィト・ニニアシヴィリ
ダヴィト・ニニアシヴィリ（グルジア語: დავით ნინიაშვილი、2002年7月14日 – ）は、ジョージアのラグビーユニオン選手。主たるポジションはフルバック。

## 経歴
ニニアシヴィリは8歳の時にRCフヴァムリでラグビー競技を始めた。2019年にはカリーニングラードで開催されたU-18欧州選手権のジョージア代表メンバー入りした。ニニアシヴィリはこの大会の決勝にフルバックで先発出場し、ジョージアが優勝した。
2020年、ニニアシヴィリはオータム・ネイションズカップのジョージア代表に選出された。当時18歳のニニアシヴィリは地域リーグでしかプレーしておらず、トップレベルの経験がなかった。ジョージア代表監督レヴァン・マイサシヴィリはニニアシヴィリについて「優れた技術を持つ有望な選手」と評した。監督は「（フルバックの）選手層を厚くしたい」と考えていた。ニニアシヴィリの代表初キャップは2020年11月、プールステージの第2節アイルランド戦であり、2020年12月5日の順位決定戦（フィジー戦）で2キャップ目を獲得した。
2021年、リヨンOUと3年契約を結んだ。契約当初はユースチームとシニアチームを行き来する形となった。